# Bagno przy Wejmutkach
Bagno przy Wejmutkach – użytek ekologiczny położony na terenie gminy Korfantów w województwie opolskim. Utworzony Rozporządzeniem Wojewody Opolskiego z 3 lutego 1997 roku. Jego powierzchnia wynosi 4,64 ha. Przedmiotem ochrony są tam wilgotne zbiorowiska roślinne będące ostoją zwierzyny, w tym bociana czarnego.
W pobliżu Bagna przy Wejmutkach przebiega trasa ścieżki dydaktycznej „Skrajem Dawnej Puszczy”.